# Michael McKay
Michael Hugh McKay (nascido em 17 de maio de 1964) é um ex-ciclista olímpico jamaicano. McKay representou sua nação nos Jogos Olímpicos de Verão de 1992, na prova individual de corrida em estrada.